# Nagaina incunda
Nagaina incunda là một loài nhện trong họ Salticidae.
Loài này thuộc chi Nagaina. Nagaina incunda được Elizabeth Maria Gifford Peckham & George William Peckham miêu tả năm 1896.